# Jelen Do
Jelen Do (cyr. Јелен До) – wieś w Serbii, w okręgu zlatiborskim, w gminie Požega. W 2011 roku liczyła 109 mieszkańców.